# Daphne Anderson
Daphne Anderson, all'anagrafe Daphne Scrutton (Londra, 27 aprile 1922 – Chichester, 15 gennaio 2013) è stata un'attrice, ballerina e cantante britannica, attiva in campo teatrale, cinematografico e televisivo.

## Biografia
Dopo aver studiato danza con Zelia Raye, debuttò come ballerina di fila nel balletto La Cenerentola in scena a Londra nel 1937. L'anno successivo apparve al Windmill Theatre di Laura Henderson, il noto varietà in cui ballerine nude rimanevano in scena immobili per non infrangere la legge. Poco prima della seconda guerra mondiale ottenne un primo successo con il tour britannico del musical dei Gershwin Funny Face, in cui interpretava Dora. 
Nel 1943 interpretò Padre William in una riduzione teatrale di Alice nel Paese delle Meraviglie e nel 1945 era Madame Arcati nel balletto tratto da Spirito allegro di Noël Coward, in scena al Piccadilly Theatre del West End. Colpito dalla sua performance, Coward le affidò un ruolo nel musical Pacific 1860 in scena al Theatre Royal Drury Lane dal 1946 al 1947. Nel 1956 ottenne il suo più grande successo teatrale quando interpretò Polly nella prima produzione inglese de L'opera da tre soldi, in scena al Royal Court Theatre. Nel 1975 è stata la sostituta di Jean Simmons ed Hermione Gingold nel musical A Little Night Music in scena all'Aldwych Theatre.

## Filmografia parziale

### Cinema
- Il duca e la ballerina (Trottie True), regia di Brian Desmond Hurst (1949)
- Il masnadiero (The Beggar's Opera), regia di Peter Brook (1953)
- Hobson il tiranno (Hobson's Choice), regia di David Lean (1954)
- Domani splenderà il sole (A Kid for Two Farthings), regia di Carol Reed (1955)
- Il principe e la ballerina (The Prince and the Showgirl), regia di Laurence Olivier (1957)
- Gli spettri del capitano Clegg (Captain Clegg), regia di Peter Graham Scott (1962)
- Le femmine sono nate per fare l'amore (Au Pair Girls), regia di Val Guest (1972)

### Televisione
- Riccardo Cuor di Leone (Richard the Lionheart) - serie TV, 1 episodio (1962)
- Agente speciale (The Avengers) - serie TV, episodio 2x22 (1963)
- L'ispettore Gideon (Gideon's Way) - serie TV, 25 episodi (1964-1967)
- La primula rossa (The Scarlet Pimpernel), regia di Clive Donner - film TV (1982)

## Doppiatrici italiane
- Rosetta Calavetta in Hobson il tiranno
- Franca Dominici ne Il principe e la ballerina